# Jabulani Linje
Jabulani Linje (født 7. november 1994) er en fodboldspiller fra Malawi. Han har spillet for Malawis landshold.

## Malawis fodboldlandshold
| Malawis landshold | Malawis landshold | Malawis landshold |
| År                | Kmp               | Mål               |
| ----------------- | ----------------- | ----------------- |
| 2017              | 4                 | 0                 |
| 2018              | 3                 | 0                 |
| Total             | 7                 | 0                 |